# Gonatozygon kinahanii
Gonatozygon kinahanii là một loài Song tinh tảo trong họ Mesotaeniaceae, thuộc chi Gonatozygon.